# Bank De Maertelaere
Bank De Maertelaere was een vermogensbank, aanvankelijk actief in en rond de Belgische stad Gent. De groei en de uitbouw van deze bank gebeurde onder leiding van Willi De Maertelaere (1922-2012) en Ferdinand De Maertelaere (1925-2007). Zij waren de zonen van Albert De Maertelaere (1892-1976) die sinds 1927 werkte als wisselagent in de Sleidinge. In de jaren ‘80 en ‘90 was De Maertelaere een van de lokale Gentse referenties voor het interessant wisselen van buitenlandse bankbiljetten. 
De wet van 1990 vormde de wisselagentschappen om tot beursvennootschappen, toen werd De Maertelaere een naamloze vennootschap. Vanaf 1996 mocht De Maertelaere zich bank noemen.

## Overname
Bank De Maertelaere was actief als effectenbank en vermogensbeheerder en richtte zich tot de vermogende middenklasse. De instelling had in 2001 10 vestigingen in Vlaanderen en één in Brussel. Het hoofdkantoor was jarenlang gevestigd in de Mageleinstraat in de Gentse binnenstad maar verhuisde reeds in 1997 naar de Rijsenbergstraat.
In 2001 werd de beleggingsbank overgenomen door de Franse Société Générale voor de prijs van € 78,3 miljoen. Deze zette de activiteiten van de Belgische sectorgenoot verder. Na de fusie noemde de financiële instelling zich SG Bank De Maertelare (SGBDM), wat in 2006 veranderde in Société Générale Private Banking in België.. Later trok men naar de Kortrijksesteenweg, de naam verdween maar voor de oudere Gentenaars bleef het een begrip.
Bij de overname telde De Maertelaere 152 medewerkers, 14.000 klanten en had het een vermogen van € 1,8 miljard. In 2011 telde het 250 medewerkers en beheerde het € 7 miljard, in 13 agentschappen verspreid over gans België.
In 2018 werd de Belgische tak van Société Générale Private Banking overgenomen door ABN Amro.